# Sucharjevskaja
Sucharjevskaja (in russo Сухаревская?) è una stazione della Metropolitana di Mosca situata sulla Linea Kalužsko-Rižskaja. Fu inaugurata il 31 dicembre 1971; i pilastri in marmo giallo assomigliano a covoni di grano, in sintonia con il nome originale della stazione, Kolchoznaja ("fattoria collettiva").
Le mura sono ricoperte in marmo bianco e decorate con targhe di R.I. Pogrebnoj (che fu anche architetto della stazione), E.P. Koljupanova e S.T. Koljupanov. L'illuminazione proviene da una serie di lampade incassate alla base del soffitto.
L'ingresso sotterraneo della stazione è situato in Sretenka Ulica, poco più a sud del Sadovoe Kolco.